# Cromwell’s Bridge (Kenmare)

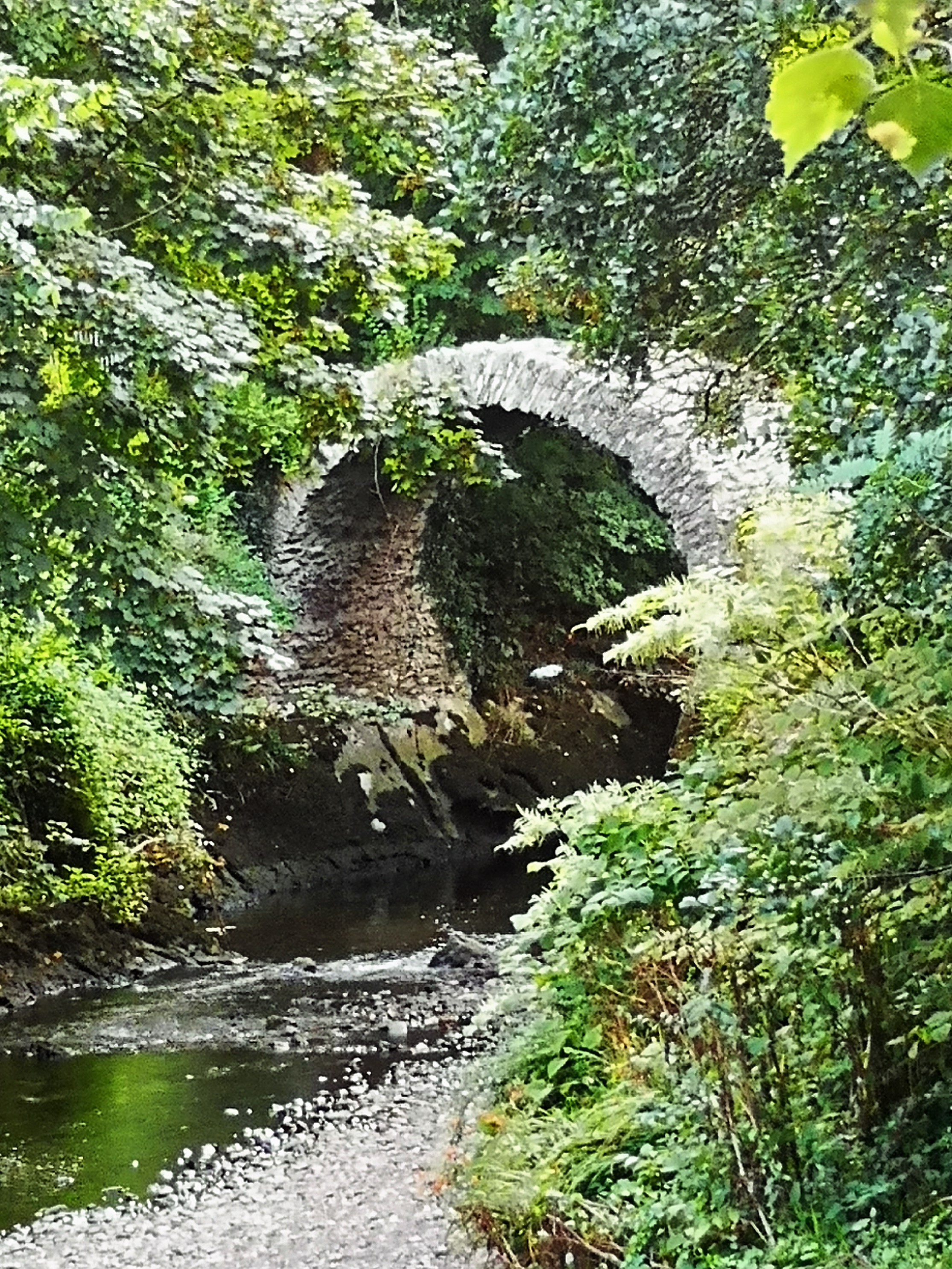
Die Cromwell’s Bridge in Kenmare (2022)

Die Cromwell’s Bridge ist eine kleine Brücke im irischen Ort Kenmare (County Kerry), die das Flüsschen Finnihy (irisch An Fhinnithe) überquert. Durch Hochwasser sind große Teile der Brücke verschwunden, so dass sie heute nicht mehr genutzt werden kann.
Der Überlieferung nach soll die Brücke im 7. Jahrhundert von Mönchen erbaut worden sein. Der Name hat nichts mit Oliver Cromwell zu tun, sondern ist wahrscheinlich eine Verballhornung des irischen Wortes „croiméal“/„croimbéal“, was „Schnurrbart“ (wörtl. „gebogener Mund“) bedeutet und auf die gebogene Form der Brücke hindeutet.